# Loricera
Sous-famille
Genre
Les Loricères (Loricera) sont un genre de coléoptères de la famille des Carabidae, le seul de la sous-famille des Loricerinae.
Ils ont des antennes courbes.

## Liste des espèces
- Elliptosoma Wollaston, 1854 
  - Loricera wollastonii Javet, 1852
- Loricera Latreille, 1802 
  - Loricera foveata LeConte, 1851
  - Loricera rotundicollis Chaudoir, 1863
  - Loricera aptera Ball & Erwin, 1969
  - Loricera barbarae Sciaky & Facchini, 1999
  - Loricera decempunctata Eschscholtz, 1833
  - Loricera kryzhanowskiji Sciaky & Facchini, 1999
  - Loricera mirabilis Jedlicka, 1932
  - Loricera obsoleta Semenov, 1889
  - Loricera ovipennis Semenov, 1889
  - Loricera pilicornis (Fabricius, 1775)
  - Loricera stevensi Andrewes, 1920
- Plesioloricera Sciaky & Facchini, 1999 
  - Loricera balli Sciaky & Facchini, 1999

## Publication originale
- Latreille, 1802 : Histoire naturelle, générale et particulière, des crustacés et des insectes. vol. 3, F. Dufart, p. 1-468.
- Bonelli, 1810 : Observations Entomologique. Première partie. Mémoires de l'Académie des Sciences, Turin vol. 18, p. 21–78.